# Montes Lofty

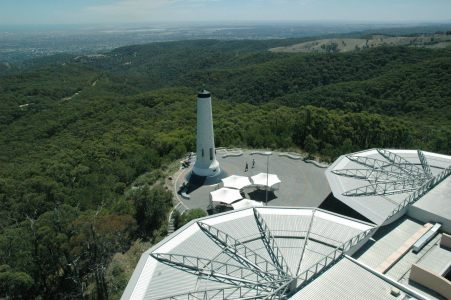
Cima del Monte Lofty.

La sierra de Lofty es una cadena montañosa al este de Adelaida en Australia Meridional, extendiéndose al punto más austral de la Península de Fleurieu en el Cabo Jarvis y se extiende hacia el norte por 300 km antes de desaparecer al norte de Peterborough. En las cercanías de Adelaida, separan las Planicies de Adelaida de las extensivas llanuras que rodean el Río Murray y se extienden al este hasta Victoria.

## Montes del sur
El área de la sierra incluye el sur del Valle Barossa, en esta parte es comúnmente conocida como la sierra de Lofty del Sur y la parte más alta de esta sección es la cima del Monte Lofty (727 m). La parte de la sierra que está más cercana a Adelaida es llamada las Colinas de Adelaida. 
La sierra abarca una gran variedad de usos de la tierra, incluyendo un considerable desarrollo residencial, particularmente concentrado en las colinas. Hay algunas plantaciones de pinos. Unos Parques de conservación se encuentran cerca de Adelaida donde las colinas se topan con la ciudad: Parque Nacional de la Colina Negra, Parque de Conservación Cleland, y el Parque Nacional Belair son los más grandes. Otros parques en los montes del sur son Parque Nacional del Arroyo Profundo, en las escarpadas costas de la Península de Fleurieu, y el Parque de Recreación Para Wirra, en el límite sur del valle Barossa.
Hay muchas bodegas de vinos en los montes. Dos regiones en particular son renombradas: el Valle Barrosa y McLaren Vale. Las uvas también se cultivan en las Colinas de Adelaida y en el valle Onkaparinga.
Aunque en la actualidad ninguna mina importante funciona en los montes del sur, hay algunas abandonadas, y una innumerable cantidad de yacimientos muy pequeños. Una mina de sulfuro ferroso al noreste del Monte Barker, operó desde 1955 hasta 1972, probando ser una valiosa fuente de producción de fertilizantes de superfosfato vitales para el desarrollo de las áreas agrícolas del estado en la posguerra. Con el agotamiento de la mina hubo efectos tóxicos para el medio natural, y se han comenzado acciones para reparar el daño.
Una pequeña mina al pie de los montes fue por primera vez abierta después de la fundación del estado en 1836: es significativa por ser, no solo la primera mina de metal en la historia del estado, sino la primera en todo el país. Australia Meridional nunca experimentó una fiebre del oro como aquellas en otros estados, pero se extrajo oro en esta zona. Otras minas en los montes del sur incluyen una de plomo y plata en el Parque de Conservación Talisker cerca del Cabo Jervis, la cual muestra muchos edificios viejos, y una de piedra caliza, la cual concluyó operaciones mucho más recientemente. También se explotó cobre y se podría hacer de nuevo  y una mina de zinc (que contiene también plomo, plata y oro) se ha propuesto abrir . Las canteras salpican los montes, las más espectaculares se encuentran en las colinas de Adelaida; estas proveían mucha de la cuarcita que ahora se ve en la duradera "arquitectura de arenisca" de los principios de Adelaida.
Solo un ferrocarril cruza actualmente los montes: la línea principal Adelaida-Melbourne, fue por primera vez construida en los 1870 y ha tenido solo realineamientos menores desde entonces. Existían servicios de pasajeros en el corazón de los montes, pero ahora se detienen en las colinas. Una línea ferroviaria se encuentra muy cerca de los montes (sin embargo fue suspendido el servicio en los 1960 y ha sido reemplazada por una pista de ciclismo). 
Los montes forman parte del abastecimiento de agua para Adelaida, y hay una extensiva infraestructura de embalses, presas y tuberías.

## Montes del Norte
Los montes del norte, con frecuencia confundidos con los Montes Flinders del sur, y a veces les llaman "Montes del Medio Norte" (Mid-North ranges)", en el noreste clima se hace árido más allá de Peterborough. El pico más alto en esta sección (y en todos los Montes Lofty) es el Monte Bryan (936 m). Otros picos de cierta altura incluyen la Colina Nueva Campbell (714 m) y la Colina Stein (605).
La minería, aunque totalmente ausente en la actualidad, fue una vez importante en los montes del norte. Una mina de cobre operó de 1842 a 1877 y fue un gran estímulo para la industria incipiente del estado. Como una prueba del volumen de cobre, la mina reabrió a cielo abierto en 1971, antes de cerrar otra vez diez años más tarde.
El Valle Clare es una excelente área productora de vino, y es un destino popular para los habitantes de Adelaida. También se ubica aquí el único parque de conservación en los montes del norte, Parque de Conservación Barranco del Manantial.
En el límite de los montes se encuentra una pequeña población llamada Yongala, conocida por los habitantes de Australia Meridional por ser el lugar más frío del estado (se encuentra cien kilómetros tierra adentro, y en una meseta algo elevada).

## Geomorfología
Existen algunas fallas tectónicas en la región de Adelaida:
Todas las zonas de fallas están activas, junto con el resto de los montes, y sismos menores son relativamente comunes. Sismos mayores en los montes del Sur son bastante raros: el último en afectar una población de cierta importancia fue en marzo de 1954, un terremoto en la misma Adelaida, registrando 5.5 en la Escala de Richter.